# Sociedade de ordens

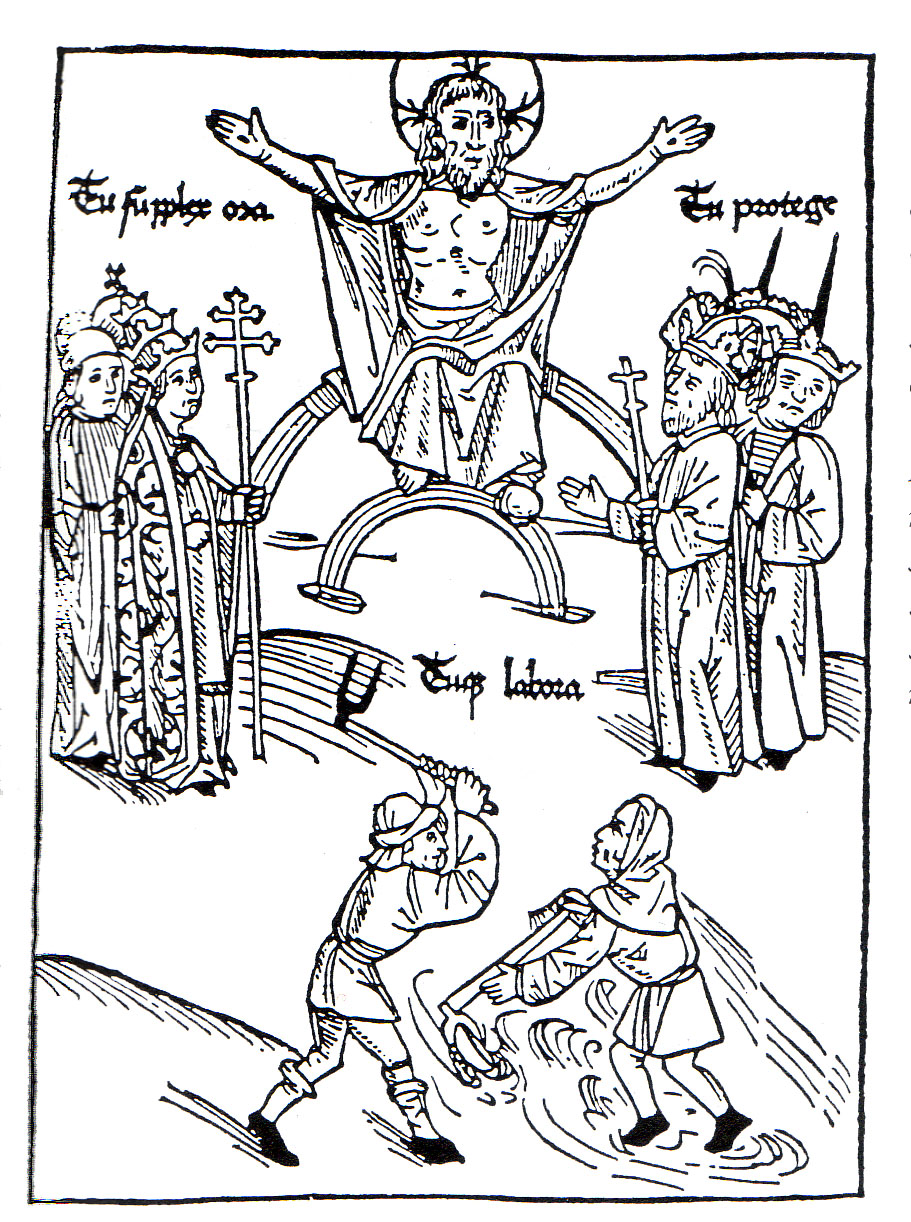
Gravura retratando a sociedade de ordens

Sociedade de ordens ou sociedade estamental é o modelo de estruturação da sociedade vigente na  Europa, desde o feudalismo da Idade Média até, pelo menos, o fim da Idade Moderna, convencionalmente marcado pela Revolução Francesa e pelo advento da sociedade capitalista. Caracteriza-se pela estratificação social baseada em três estamentos principais: Primeiro Estado, Segundo Estado e Terceiro Estado, correspondendo respectivamente ao Clero, à Nobreza e ao Povo, representativos de todos os súditos dos respectivos monarcas.
 

A divisão desses grupos baseava-se em hierarquias bem definidas, além de haver uma divisão vertical dentro da própria ordem (ou estamento) conforme a classe social, como é possível observar no relato:  
"Como o povo é um corpo com várias cabeças, ele é dividido por ordens, propriedades ou ocupações específicas. Alguns são dedicados particularmente ao serviço de Deus, outros a proteger o Estado com seus braços, outros a nutrir e mantê-lo através de ocupações pacíficas. Estas são nossas três ordens ou Estados Gerais da França: o clero, a nobreza e o Terceiro Estado." 

Entretanto, esses grupos não eram os únicos presentes na Idade Média ou na Idade Moderna. As relações entre esses estratos sociais eram mais complexas do que sugere a divisão dos estamentos. As bases para a manutenção dessa sociedade eram filosóficas mas sobretudo teológico-religiosas, segundo uma cosmovisão cristã. Como descrito em Gênesis: havia uma ordem na criação do mundo. Ou seja, tudo na natureza existiria graças a uma ordem estabelecida por Deus, desde a Criação. Os indivíduos agiam como membros do corpo humano, com suas funções e especificidades. Assim, os seres humanos seriam incapazes de existirem isolados, pois o que caracterizava o "instinto" humano para aquela sociedade era a sociabilidade e interdependência dentro da ordem. António Manuel Hespanha, sintetiza esse pensamento cristão:  
"Como existe uma ordem entre as criaturas que cria dívidas recíprocas entre elas, pode dizer-se que  as relações estabelecidas nessa ordem constituem deveres. E, logo, que a ordem institui um direito, um direito natural. E como a soma dos deveres das criaturas entre si é também devida à ordem, ou seja, a Deus, o cumprimento dos deveres recíprocos é, em certa medida, um dever para com Deus e, logo, o tal direito natural acaba por ser direito divino."
No que corresponde à Filosofia, São Tomás de Aquino ao interpretar os Escritos de Aristóteles, afirma que o mundo estava organizado de modo fixo. Ou seja, as desigualdades sociais e políticas eram consideradas imutáveis e necessárias à ordem. Deste modo, a estratificação social foi baseada nas premissas religiosas do Cristianismo, a partir da Bíblia e da filosofia cristã. Novamente, as palavras de Hespanha:  
"a diferença não significaria (...) a imperfeição ou menos perfeição de uma parte em relação às outras. Significaria antes uma diferente inserção funcional, uma cooperação, a seu modo específico, no destino final do mundo.(...) subordinação não representaria menor dignidade, mas antes apenas um específico lugar na ordem do mundo (...)”.
É nesse contexto que os indivíduos eram socialmente caracterizados e hierarquizados em um grau de importância estabelecido previamente. Sendo assim, as pessoas não existiam em sua individualidade. Além do pensamento da época, outra parte importante para compreender a sociedade de ordens são as relações com as terras:  
“Cada propriedade tinha um senhor. Dizia-se comumente do Período Feudal que não havia “senhor sem terra, nem terra sem um senhor.” 
Em média, três a quatro dias por semana, o trabalhador tinha que produzir para o seu senhor, sem pagamento por isso. Este trabalhador recebia uma pequena parte de terra dentro dos domínios do senhor, mas a prioridade, em todos os sentidos, era em relação à terra de seu suserano.

## Dinâmica

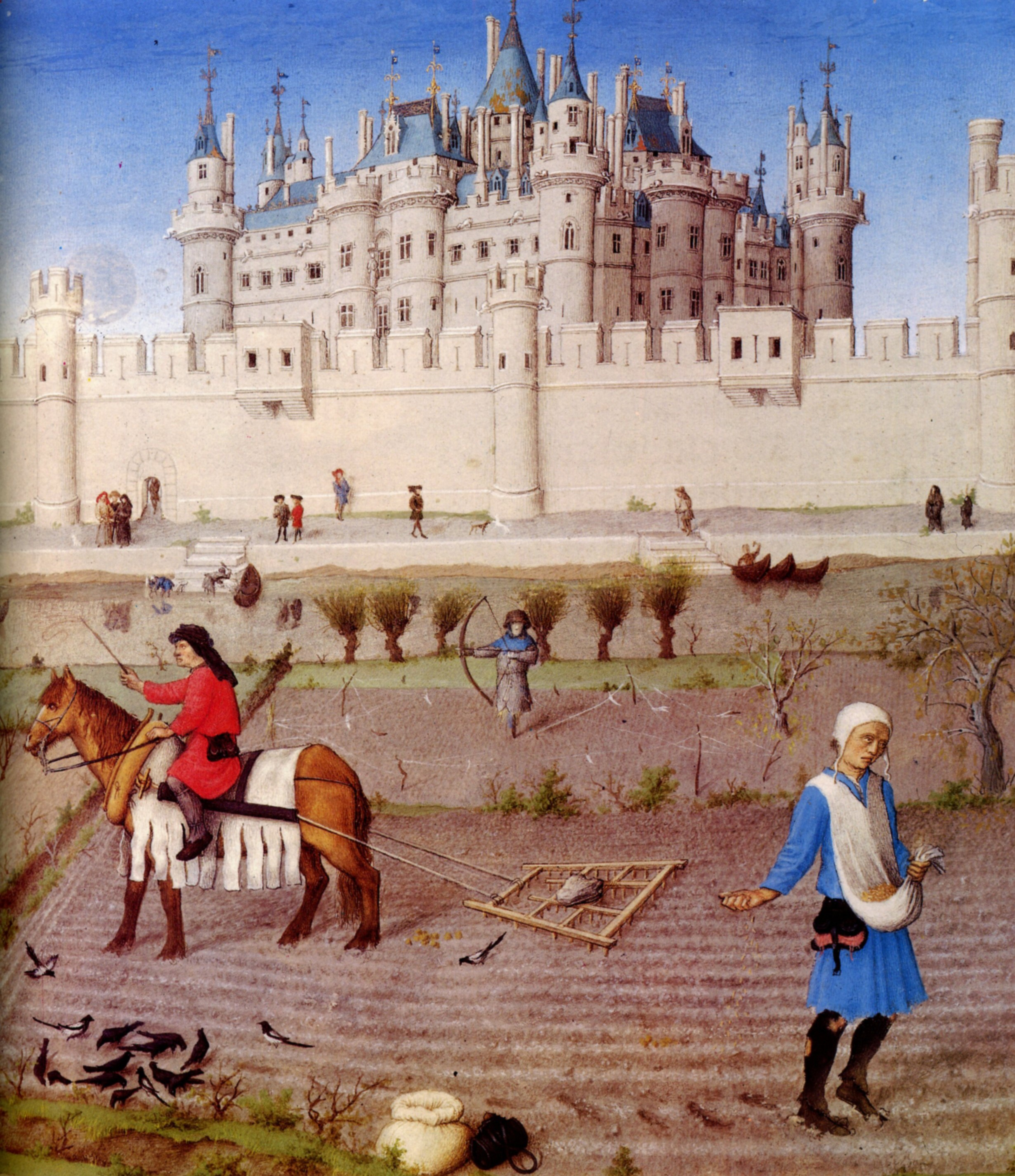
Trabalhadores do Campo

O Historiador Johan Huizinga apresenta a complexidade e amplitude da sociedade de ordens. Os estratos sociais não se restringiam aos três mais conhecidos: Clero, Nobreza e Terceiro Estado. Quer dizer, haviam outros grupos e subgrupos que possuíam suas características especificas. É notório o caráter coletivo para caracterização dos indivíduos dentro da sociedade de ordens. Ou seja, essa divisão era ampla e complexa, onde cada estamento possui seu propósito e representa uma instituição divina, isto é, um Plano de Deus para que a sociedade pudesse funcionar. Sendo assim, cada estado era legítimo como a hierarquia dos anjos.
''O conceito de divisão da sociedade em estamentos está na raiz de todas as reflexões políticas e teológicas e não se resume aos três estamentos consagrados: clero, nobreza e terceiro estado. O conceito de estamento tem valor mais forte e alcance muito maior. Em geral, cada grupo, função, profissão é vista como um estamento, de forma que, ao lado da divisão da sociedade em três estamentos, também seria possível dividi-la em doze. Pois estamento é estado estat ou ordo, termos que remetem a uma entidade ditada pela vontade de Deus.''
A sociedade de ordens possui leis específicas para cada camada da sociedade que não contempla necessariamente as riquezas do indivíduo, mas sim o status do indivíduo. Ou seja, os indivíduos eram definidos por alguma ordem e as ordens tinham seus direitos e privilégios definidos, havendo diferenças perante a justiça nas aplicações das leis. A diferença entre a sociedade de ordens e sociedades de classes, é devido à segunda hierarquizar os indivíduos a partir das riquezas individuais e não pela funcionalidade de cada coletivo. Isto é, as ordens não se referem a uma divisão por classes diferentes ou riquezas, mas pela finalidade e função de cada grupo.
''O conceito de ''estado'' ou ''ordem'' define-se em todos esses casos pela noção de que cada um desses grupos representa uma instituição divina, é um elemento na arquitetura, tão essencial e tão hierarquicamente digno quanto os tronos e os poderes da hierarquia dos anjos''.
Embora seja uma sociedade muito ampla e estratificada, as principais divisões, que são conhecidas como os três estados, eram compostas por:

### Clero
O Primeiro Estado, composto pelos representantes religiosos, o clero era dividido entre clero secular e clero regular. A Igreja foi uma das maiores organizações durante a Idade Média e início da Idade Moderna. Dessa maneira, a Igreja possuía tanto o poder religioso como político, pois o pensamento da época era fortemente influenciado e moldado conforme os ideais eclesiásticos. É possível reconhecer a importância da Igreja na sociedade a partir, por exemplo, da doação de parte do trabalho semanal dos camponeses e servos à Igreja em forma de porcentagens de sua renda como dízimo. Outro exemplo, durante a Idade Média os nobres doavam terras em busca da salvação. Isto significa que a Igreja através da Bíblia, do pecado e do medo do destino depois da morte conseguiam controlar a vida social. 
''É preciso reconhecer aqui o papel representado pela Igreja e pelo papado na ordem europeia; eles foram, com efeito, factores essenciais de unidade; a diocese, a paróquia, confundindo-se frequentemente com o domínio, foram, durante o período de decomposição da Alta Idade Média, as células vivas a partir das quais se reconstituiu a nação.''
Da mesma forma que o Estado reforçava o poder da Igreja, dentro dos limites, a Igreja tinha o dever de fazer a manutenção do Estado. Dessa forma, a Igreja não possuía apenas o poder religioso, mas também um poder político. Ressaltando assim a influência da Igreja sobre a nobreza ou até mesmo na vida do Terceiro Estado.
“Se é dever daqueles que dirigem os Estados salvaguardar os direitos e a independência da Igreja, é também dever daqueles que detêm o governo eclesiástico tudo fazer para que os reis e os príncipes possuam a plenitude da sua autoridade.”

### Nobreza
''Como é de justiça, exige-se da nobreza mais dignidade e retidão moral que dos outros membros da sociedade. Por uma mesma falta, a pena infligida a um nobre será muito superior à que é destinada a um plebeu.''
A nobreza era composta pelos Duques, Príncipes e pelos Cavaleiros. A historiadora Régine Pernoud apresenta a imagem da nobreza como um modelo moral e agente da virtude e da justiça. Os nobres eram responsáveis pela proteção de todos os estratos sociais. Por exemplo, contra invasões, muito frequentes principalmente durante a Idade Média. A nobreza recebia privilégios através da justiça, por exemplo, a isenção de impostos, assim como o clero. Apesar da nobreza ser uma camada rica da sociedade, era comum nobres empobrecidos, pois o que definia o status do indivíduo como nobre, na maioria das vezes, era a partir do nascimento.

### Terceiro Estado
O Terceiro Estado era a divisão mais ampla, pois reunia a maioria da sociedade, desde os servos, camponeses, artesãos, comerciantes, produtores, etc. Cada ordem possuía sua função. Ou seja, o clero ou oradores eram os que rezavam; A nobreza ou bellatores eram os que lutavam; E o Terceiro Estado ou laboradores eram os que trabalhavam. Isto significa que os participantes do Terceiro Estado vivam pelo trabalho e labuta. Dessa forma, constituíam o pilar que sustentava a sociedade, seja na alimentação, vestimentas. O historiador Johan Huizinga então cita a função desse estrato: ''Deus criou o povo para trabalhar, arar o solo e cuidar da subsistência por meio do comércio.''
''O Terceiro Estado esteve sempre em uma condição intermediária entre a Liberdade própria e a Servidão, muitas vezes servindo a um senhor Feudal em troca de proteção ou sendo algum comerciante independente para o ganho do próprio produto de seu trabalho. Mostrando assim como era vasta a esfera do Terceiro Estado.''
O Terceiro Estado constituía a camada mais miserável da sociedade, devido às más condições de vida, como a fome, saúde precarizada, leis desiguais ou até mesmo a super-exploração. Essa densa camada populacional era oprimida constantemente pelos estratos superiores, essa relação foi retratada na obra ''Le Quadrilogue Invectif'' escrita pelo poeta Alain Chartier mostrando um diálogo entre os três estados com uma personificação da França.
No entanto, assim como haviam nobres empobrecidos, era possível encontrar, ainda que raramente, comerciantes enriquecidos. E tal como os nobres, o status de quem vivia nesse estamento era definida pelo nascimento e as chances de mobilidade eram praticamente nulas. As chances de ascender de estrato dependia muito mais de graças, concedidas pelo Rei do que do trabalho e riquezas do indivíduo.

## Relações Sociais

Representação dos Três Estados

Grande parte dos argumentos que servem de suporte na sociedade de ordens são de caráter teológico. As ordens seriam formas de organizar a sociedade e recebem influência do livro de Gênesis, primeiro livro da Bíblia cristã. Neste livro, o Criador origina a natureza, dando ordem a todas as coisas, inclusive a humanidade. Dessa forma, a sociedade torna-se hierarquizada em estratos específicos. Os estratos seriam de ordem “natural” e imóvel, nos quais se distinguiam entre os membros através dos títulos, pronomes de tratamento e até mesmo nas vestimentas, por exemplo. A hierarquização provocava diferenças entre os estamentos, porém elas não eram vistas como imperfeições, mas sim como especificidades. A partir do curto tratado De Deo uno et trino (1599) de Franscisco Suárez é possível perceber que a diferença surge da própria naturalidade das circunstâncias. Este seria o caminho feito por Deus. Por conseguinte, cada estamento garantia um lugar específico na criação divina sem perder a dignidade de estar dependendo de um outro estamento. Influenciada pela criação divina, a ordem universal seria definida por Hespanha como:
"As relações mútuas entre entidades, pelas quais umas dependem, de diversos modos, e reciprocamente, de outras. Neste sentido, todas elas, sem distinção de inteligentes ou brutos, de seres animados ou inanimados, disponibilizam ‘utilidades’, e exercem as ‘faculdades’ de gozo inerentes à sua situação, ao seu ‘estado.’ Por outras palavras, todas as entidades que integram a Ordem de Criação têm direitos e deveres umas em relação às outras. A extensão desses deveres e obrigações depende da posição de cada entidade na ordem do mundo (status), sendo alheia à circunstância de disporem ou não de entendimento, de serem pessoas, no sentido mais corrente da palavra."
Esse trecho ressalta as obrigações que os estamentos têm para com Deus e a Igreja. Além disso, faz-se necessário abstrair para compreender a multiplicidade de estratos e suas relações dentro dessa sociedade, que não são contempladas ao citar os principais estrados. Por exemplo, a diferença de gênero: o homem nascia com seu privilégio. Enquanto a mulher, estava inserida em outras funções especifícas e não haveriam chances de mudar sua condição como demonstra Hespanha:
"Alguma mobilidade começava, desde logo, por ser impossível. Não se podia deixar de ser mulher, por exemplo."
Não apenas a questão do gênero, como também o casamento. Pois ao estar casado, o homem teria a possibilidade de participar de certas organizações políticas ou eclesiáticas. Em suma, haviam séries de privilégios e opressões para determinados grupos que não se restringiam aos três estados.

## Mobilidade Social

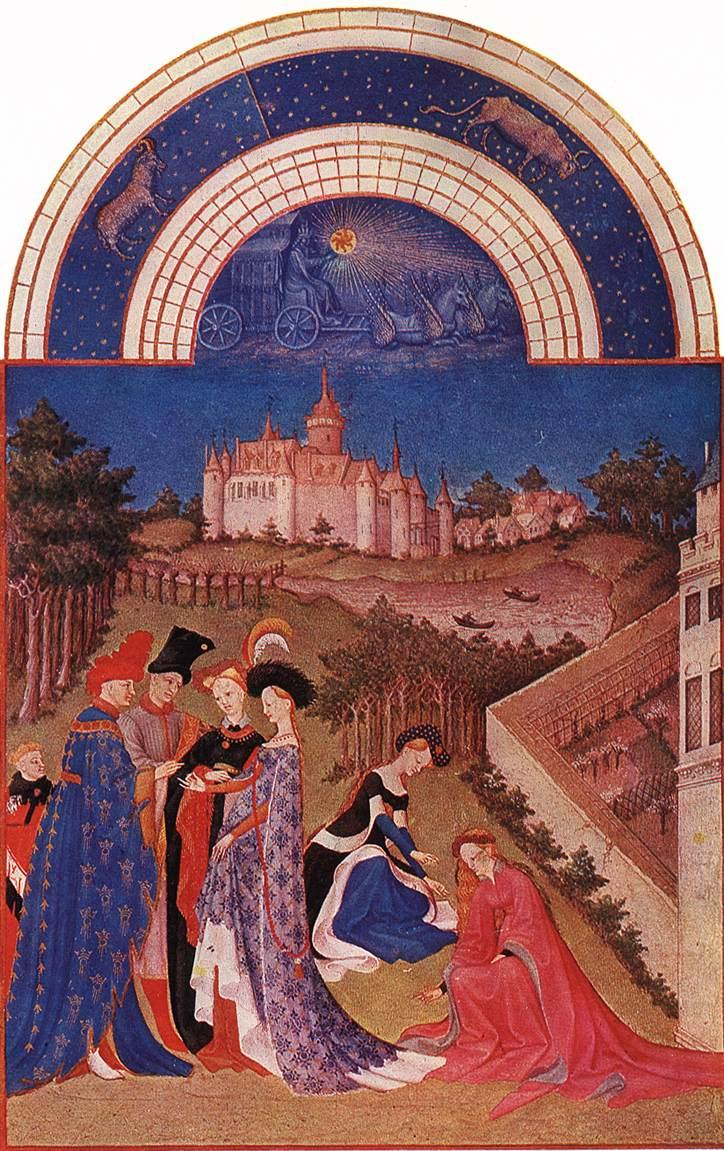
Nobres do Segundo Estado

Não há registro durante a Idade Moderna sobre "mobilidade social", pois este é um termo relativamente novo. Porém, é possível a partir dele compreender as mudanças da época.
A sociedade de ordens não era estática como muitos pensam. Porém, é um fato que as mudanças eram extremamente lentas ao passo que se tornavam invisíveis e as possibilidades de ascensão social dentro dos estamentos eram quase nulas. Para ocorrer mudanças sociais, pouco dependia das riquezas que o indivíduo possuía, pois a categorização dos indivíduos não era de acordo com sua fortuna. Sendo assim, era comum naquela época ter nobres empobrecidos e burgueses enriquecidos. Ou seja, a riqueza não é um fator decisivo de mudança social. A ascensão dependia muito mais de um "milagre" do que da boa vontade e esforços dos indivíduos. Isso ocorre por uma série de pensamentos filosóficos e bíblicos já citados acima. O Hespanha explica esse milagre dentro da sociedade através de uma comparação dos milagres de Cristo, por exemplo, ao transformar água em vinho ou ressuscitar Lázaro, com as graças concedidas pelo Rei. Essa comparação demonstra o caráter raro e extraordinário das graças, além de tratar o Rei como o escolhido por Deus para ser o representante Dele na Terra. Objetivamente, Hespanha escreve sobre as graças:
"Por meio da graça, eles operam autênticos milagres sociais e políticos: legitimam filhos bastardos, enobrecem peões, emancipam filhos, perdoam criminosos, atribuem bens e recursos."
Isso significa que haviam chances, ainda que ínfimas, de mudar sua condição social, isto é, participar de outros estamentos e ascender a partir da decisão do Rei. No entanto, a graça não significava a existência da mobilidade social, na realidade, ela continuava representando a manutenção do ordem. Pois a nova posição do agraciado já era sua por direito, ainda que não juridicamente, como explica Hespanha.
Para além da graça, haviam outras formas de modificar suas condições, como apresenta Delumeau:
"A massa de pessoas pobres continuou, sabe-se, a ser enorme. Mas eram-lhes oferecidas certas possibilidades de escapar à sua anterior condição possibilidades que estavam sob algum dos títulos seguintes: Igreja, bens fundiários, comércio, ofícios emigração para as colônias."
Apesar da dificuldade entre os homens de ascender e alcançar estratos superiores, essa problemática expandia-se ainda mais quando se tratavam de certos grupos, incapazes de atingir qualquer grau de mobilidade, como apresenta Hespanha, ao referir-se às mulheres.
As mudanças lentas, ou seja, aquelas que se moldam durante os séculos eram invisíveis e tidas como evolução. Isto é, seguem o sentido natural traçado por Deus. Já as mudanças mais rápidas, como a graça, eram pouco frequentes e desagradavam a sociedade, pois à época, quaisquer sinais de inovações e mudanças rompiam o "sentido natural"  e geravam um sinal de ameaça para a sociedade. Hespanha apresenta o pensamento dessa sociedade em relação às mudanças:
"A mudança rápida não se espera e, em geral, tão pouco se deseja. Mudança e confusão de estados são, para o homem moderno, sinais de perturbação social e de convulsão da ordem política."
Por fim, falamos de uma sociedade influenciada pelos ideais cristãos e altamente estratificada, ao passo que torna-se incapaz de contemplar todos os estratos e suas relações. Mas é possível compreender a complexidade e a dificuldade de ascensão social dentro dessa sociedade através da visão de mundo e do contexto que os indivíduos da época viveram.